# Castell de Castellbò
Castell de Castellbò és un castell romànic situat al capdamunt de la roca que culmina el nucli de Castellbò, del municipi de Montferrer i Castellbò (Alt Urgell). Està declarat bé cultural d'interès nacional.

## Descripció
Queden restes escasses d'una estructura que devia ser de grans proporcions. Als vessants nord i oest del turó hi ha diversos llenços de paret de gruixos considerables i d'aparell matusser lligat amb terra. Els més ben conservats es troben al vessant occidental, on hi ha una mena de contrafort i un llenç de paret amb carreus ben escairats i filades d'opus spicatum a la part interior. En nombrosos indrets la roca ha estat buidada per tal d'augmentar l'espai disponible. Just abans d'arribar al cim del turó, una excavació rectangular a la roca fa pensar en l'estructura d'una llar de foc.

## Història
És un castell termenat documentat el 998. Aquest any, el comte Borrell va donar al vescomte Guillem la vall de Castell-lleó (més tard, Castellbò). Un fill d'aquest darrer, Miró Guillem, casà amb una germana d'Arnau Mir de Tost. El topònim "Kastellbo" consta vers el 1040. El primer vescomte de Castellbò fou Pere Ramon, el 1126, era gendre del vescomte Ramon de Cerdanya i esdevingué feudatari del comte de Barcelona i comte de Cerdanya. Ramon, fill de Pere Ramon, estigué en brega amb els bisbes d'Urgell. Hom associa el nom del vescomte Arnau de Castellbò amb la invasió albigesa, el 1198. Hi ha molta afinitat entre les famílies Castellbò i Foix. Els senyors de Castellbò-Foix, emparentats, governen ací. Mateu de Foix, al segle xiv, fou hereu del vescomtat de Castellbò i de les baronies de Montcada i Castellvell. Germana de Foix, segona muller de Ferran el Catòlic, fou vescomtessa de Castellbò; empenyorat aquest castell a Lluís Oliver i de Boteller.
El 1548 el vescomtat fou incorporat a la Corona, però el castell havia estat enderrocat el 1519 després que el rei Ferran el recuperés de la invasió del vescomtat per un exèrcit gascó en el context de la guerra per la conquesta de Navarra.